# NGC 384
NGC 384 est une galaxie lenticulaire située dans la constellation des Poissons. NGC 384 a été découverte par l'ingénieur irlandais Bindon Blood Stoney en 1850.

## Caractéristiques
Sa vitesse par rapport au fond diffus cosmologique est de 3 883 ± 25 km/s, ce qui correspond à une distance de Hubble de 57,3 ± 4,0 Mpc (∼187 millions d'al).
À ce jour, cinq mesures non basées sur le décalage vers le rouge (redshift) donnent une distance de 60,680 ± 15,169 Mpc (∼198 millions d'al), ce qui est à l'intérieur des valeurs de la distance de Hubble.

## Arp 331 et le groupe de NGC 380

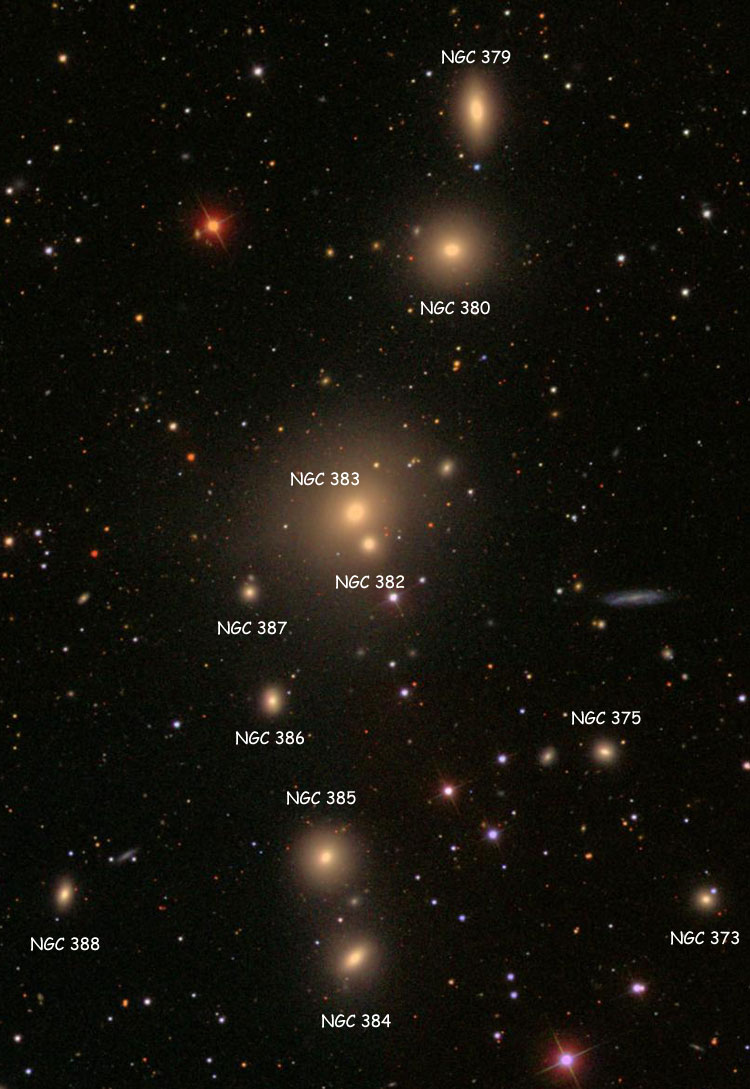
La chaine de galaxies Arp 331. (SDSS)

NGC 384 avec les galaxies NGC 375, NGC 379, NGC 380, NGC 382, NGC 383, NGC 385, NGC 386, NGC 387 et NGC 388 ont été inscrites dans l'atlas Arp sous la cote Arp 331. L'Atlas Arp cite Arp 331 comme un exemple d'une chaine de galaxies. Puisque NGC 375 est à environ 80,2 Mpc (∼262 millions d'al) et NGC 384 à environ 58,0 Mpc (∼189 millions d'al) de nous, certaines des galaxies d'Arp 331 sont très éloignées entre elles. Les galaxies de cette chaine n'appartiennent donc pas toutes à un groupe de galaxies. Selon Abraham Mahtessian, NGC 384 et plusieurs galaxies de cette chaîne appartiennent au groupe de NGC 452, la plus grosse galaxie d'un groupe de plus ou moins 14 membres.
Cependant, il est peu probable que NGC 384, de même que NGC 380 (membres d'Arp 331) appartiennent au groupe de NGC 452, car leurs distances sont respectivement d'environ 58,0 Mpc (∼189 millions d'al) et d'environ 60,6 Mpc (∼198 millions d'al), alors que la distance moyenne des 12 autres galaxies choisies par Mahtessian est d'environ 69,9 Mpc (∼228 millions d'al). D'ailleurs, selon A.M. Garcia, NGC 380 et NGC 384 en compagnie de la galaxie UGC 714 forment un groupe de galaxie, le groupe de NGC 380.